# Олимпос-Науса
„Олимпос-Науса“ (на гръцки: «Όλυμπος Νάουσα») е историческа постройка в град Солун, Гърция.

## Местоположение
Сградата е разположена на главния крайбрежен булевард „Ники“ № 5.

## История
За сградата са издадени две разрешителни за строеж. Първото е от 1923 година на името на Сакитудис-Леон по планове на Макс Рубенс и е за двуетажна градска къща. Второто, което е изпълнено, е от 1925 година от Жак Моше за Леон Юда и е за пететажно многофункционално имение. Окончателната сграда не изчерпва етажите, за които е лицензирана. В сградата се помещават офисите на пивоварната „Олимпос-Науса“ (по-късно „Фикс“) и основният акционер Йорданис Георгиадис смята за да създаде пивоварна/дегустационна зала на приземния етаж. Той нарече едната стая „Олимпос“, а другата „Науса“ и я дава под наем на ресторант.
В 1927 година Аристотелис Сфикас, Емануил Емануилидис, Антониос Георгакопулос и Томас Целидис основават ресторанта „Олимпос-Науса“. Той има градина с маси отзад и става място, особено обичано през летните месеци, място за срещи на видни жители на града, както и туристическа дестинация. Ресторантът получава диплома за качество на кухнята от международната гастрономическа компания Де Лукс Дайнинг Лийг на Морис Дрейсер.
Негушанинът Хадзидимулас купува сградата в 1958 година, а в 1967 година тя преминава в ръцете на корабособственика Йоанис Карас. В 1985 година е купена от Банката на Крит и от 1992 до 1994 година управлението преминава в ръцете на служителите. През февруари 1993 година Банката на Крит обявява нейната продажба или отдаване под наем, тъй като е смятана за „мъртъв инвестиционен капитал“. Работниците напразно се опитват да я запазят и през юни 1994 година „Олимпос-Науса“ е окончателно затворен. От 1993 година сградата е паметник на културата. Сградата е закупена от хотели „Гривалия Хоспиталити“ и „Македоника“, собственост на семейство Торнивукас и в 2019 година започват реставрационни дейности, като е запазена само фасадатаи е поето задължение на приземния етаж да работи ресторант със същото име.

## Архитектура
В архитектурно отношение сградата се състои от партер, мецанин и два етажа, с обща площ от над 900 m2. Тя е типичен пример за еклектика с елементи на неокласицизъм, но и силни елементи от традиционната архитектура на Солун, главно в конфигурацията на фасадата. Носещата конструкция на сградата е изградена изцяло от стоманобетон и е рамкова, тоест без стени. Фасадата е разделена на 5 вертикални оси, които са разделени от фалшиви пиластри, които завършват с капители. Втората и четвъртата вертикална ос са визуално диференцирани чрез вдлъбната конфигурация. Тези две оси носят и основната украса на фасадата, декоративни висулки с женска и мъжка глава. Преградите на отворите са увенчани с правоъгълни щитове на първия етаж и с декоративен венец с панделки на втория етаж. Двуетажната сграда окончателно е увенчана с корниз с неокласически декоративни елементи. Стълбището е разположено точно в центъра на етажния план на сградата. Приземният етаж има по-висока височина от етажите.